# بلانکا تولدانو
بلانکا تولدانو (اسپانیایی: Blanca Toledano‎؛ زادهٔ ۳ نوامبر ۲۰۰۰) شناگر زن شنای موزون اهل اسپانیا است.
وی در مسابقات کشوری و بین‌المللی در مجموع برندهٔ ۳ مدال طلا، ۴ مدال برنز شده‌است.